# Мойя де Контрерас, Педро
Педро Мойя де Контрерас (исп. Pedro Moya de Contreras; около 1528, Педроче, провинция Кордоба, Испания — 21 декабря 1591, Мадрид, Испания) —  прелат Римско-католической церкви, 3-й архиепископ Мехико, 6-й вице-король Новой Испании, генеральный инквизитор Новой Испании, председатель Совета Индий.

## Биография
Родился около 1528 года в Педроче, в Испании. Получил степень доктора канонического права в университете Саламанки. Возглавлял школу при соборе на Канарских островах. Затем был назначен инквизитором Мурсии.
16 августа 1570 года король Филипп II назначил его первым генеральным инквизитором Новой Испании. Открыл здание суда инквизиции в Мехико 4 ноября 1570 году и сразу приступил к исполнению своих обязанностей. Потребовал от всех жителей Новой Испании, включая членов королевской аудиенсии, принести клятву защищать католическое вероисповедание и преследовать еретиков. Уже в 1571 году провёл аутодафе, первое в Новой Испании.
15 июня 1573 года был поставлен в архиепископы Мехико. В 1585 году провёл третий поместный собор, на котором были приняты каноны, действовавшие до конца колониальной эпохи. На этом соборе было запрещено порабощение индейцев. Уделял большое внимание образованию местных жителей, для которых основал семинарию.
В 1583 году вице-король Лоренцо Суарес де Мендоса, 4-й граф Ла-Корунья, попросил короля Филиппа II назначить королевского инспектора, чтобы разрешить конфликт между ним и королевской аудиенсией. Специальным визитатором король назначил архиепископа Мехико, который, рассмотрев дело, обвинил в коррупции некоторых членов аудиенсии. Виновные были приговорены к повешению, а королю был отправлен отчёт.
После смерти вице-короля в июне 1583 года, архиепископ, в статусе королевского инспектора, пользовался большим влиянием. В 1584 году он был назначен вице-королём. Приступил к обязанностям 25 сентября 1584 года. Активно боролся со злоупотреблениями власти, что значительно увеличило число его врагов среди представителей правящего класса, а низшие сословия провозгласили его своим защитником. При нём значительно увеличились налоговые поступления из колонии в метрополию.
В 1584 году подал в отставку с поста вице-короля, но вплоть до возвращения в Испанию исполнял обязанности королевского инспектора. После возвращения возглавил Совет Индий.
Умер в совершенной бедности в Испании в декабре 1591 года. Король заплатил за его похороны. Тело покойного было предано земле в крипте приходской церкви Святого Иакова в Мадриде. Написанные им сочинения были собраны в книге «Карты Индий», которая была опубликована в Мадриде в 1877 году.